# キャプテンハーロック -SPACE PIRATE CAPTAIN HARLOCK-
『キャプテンハーロック -SPACE PIRATE CAPTAIN HARLOCK-』（キャプテンハーロック -スペースパイレートキャプテンハーロック-）は、2013年9月7日公開のCGアニメ映画であり、漫画作品『宇宙海賊キャプテンハーロック』のリブート作品である。キャッチコピーは「己を縛るものと闘え」（ティザー版）、「世界を変えたければ、この艦に乗れ」（本ポスター版）。
制作費数十億円規模をかけ、国外展開も視野に入れたCGアニメ映画として製作された。スタッフには、脚本に福井晴敏や、監督に荒牧伸志、メカデザインには竹内敦志などが起用された。3D版 / 2D版同時上映。異星人マゾーンとの戦いを描いた原作漫画やテレビアニメの『宇宙海賊キャプテンハーロック』とは異なり、オリジナルストーリーとなっている。

## 製作
2008年8月初旬、映画監督の荒牧伸志が東映アニメーション取締役の清水慎治から、『宇宙海賊キャプテンハーロック』の新作パイロット版を監督してほしいと依頼を受ける。当初は作画にするのか3DCGにするのかも含め具体的なことは決まっていなかったが、数週間後に荒牧は本作のプロデューサーの池澤良幸と出会い、「世界標準のハイクオリティな3DCGアニメーションとして世界に打って出たい」という構想を聞かされた。それを聞いた荒牧は、すでにいくつかのプロジェクトで マーザ・アニメーションプラネットの前身であるセガVE研究開発部と制作の経験があったことから、彼らに制作してもらいたいと考えた。
2009年にはマーザ・アニメーションプラネットでプロジェクト名「RITA」と名付けられた約3分のパイロット映像の制作が進められ、同年末に完成。同時に本編用のシナリオの作成が並行して進められた。2010年には企画側はストーリーボードと絵コンテの作業を進めると共に、制作側も本格的なキャラクター開発を始めた。2011年初夏には絵コンテの調整も済み、8月後半からモーションキャプチャの収録が行われた。そこからプロダクションが本格化し、全体を4つのブロックに分けて制作した。2012年4月頃には最初のブロックの最終的なルックが見えてきた。同年末、全体が完成した。
2013年6月14日には予告編映像が公開され、本編を見たジェームズ・キャメロンからクオリティを絶賛された。同年9月4日には第70回ヴェネツィア国際映画祭の特別招待作品に選ばれて現地上映され、監督の荒牧、ヤマ役の三浦春馬、原作総設定の松本零士がレッドカーペットを歩き、世界中の配給会社からオファーが殺到していることが報じられた。

## 技術
レイトレーシングレンダラー「Arnold」を国内初導入して制作された。制作当初はまだ日本に代理店がなく、ハリウッドでも導入され始めたばかりのレンダラーであった。
フェイシャルキャプチャーシステム「Faceware」も日本映画では初採用である。

### 3D（ステレオ3D）
監督の荒牧伸志によると、1カットを長くしたりものをゆっくり動かすなど、立体映えする演出を行ったという。
また、この映画の3Dは2D-3D変換を中心に制作されており、キュー・テックとデジタルハーツ・ビジュアルが2D-3D変換を担当した。作品全体の1412カットのうち約95%がキュー・テックの担当で、その他一部の変換をデジタルハーツ・ビジュアルが担当している。ガラスや水などの屈折素材を含む変換が困難な60カットは、キュー・テックがステレオベースの設計を担当し、ステレオレンダリングされた。
2D-3D変換であることについて、ある程度2D制作が進んだ後に3D化することになったからという理由はあるものの、難易度やコスト、効果的な3D映像制作を考えた時、ステレオレンダリングより2D-3D変換の方が高いコストパフォーマンスが得られるとしている。
国際3D協会 ルミエール・ジャパン・アワード 2013においてグランプリを受賞し、第5回国際3D協会 3D CREATIVE ARTS AWARDSにおいて、外国アニメーション映画最優秀賞（International 3D Feature - Animated）を受賞した。
また、ジャーナリストの麻倉怜士は、「これはすばらしい3Dだ」と絶賛している。

## 評価
丸の内TOEI1他全国303館578スクリーンで公開され、2013年9月7日、8日の2日間で興収1億3,396万9,750円、動員9万692人（興収に占める割合は、2D上映が48.4%、3D上映が51.6%）になり映画観客動員ランキング（興行通信社調べ）で初登場第2位となった。
上記の世界的な高評とは裏腹に日本での興業成績は伸び悩んでいるため、マスコミからは3千万ドル（30億円）という高額な制作費の回収を危ぶまれている。しかし、2014年1月26日にはフランスとイタリアで日本を上回る観客動員数を記録していることが報じられた。日本国内の最終興収は5億円。
第37回日本アカデミー賞では優秀アニメーション作品賞、ゆうばり国際ファンタスティック映画祭2014のVFX-JAPANアワード 2014劇場公開アニメーション映画部門最優秀賞をそれぞれ受賞した。

## あらすじ
遥かなる未来…あるいは、遠い過去のことかもしれない。他の銀河にまで進出し、数多の植民惑星を開拓した人類であったが、異星文明との共存もついに果たせず孤独であった。いつしか衰退し始めその勢力を失いつつあった人類は、発祥の地である地球への帰還を望むようになった。
しかし、宇宙に広がった人口は5000億を超え、地球に住める数は限られていたため、地球居住権を巡る争いは血みどろの大戦に発展。それは「カム・ホーム戦争」と呼ばれた。
人類はこの戦争を調停する為、「ガイア・サンクション」という統治機構を生み出し、地球は【永遠の聖地として、何人たりとも立ちいることは許されない】聖域となり封印された。
前に進む意欲もなく、帰れぬ故郷を遠くに仰ぎ見ながら、緩やかな”滅び”に身を浸す日々。今、人類は後悔の時代を生きていた。
そんな時代に反抗し、宇宙の深淵を旅し続ける男がひとり。不滅の肉体を持ち、100年の長きに渡って連合艦への襲撃を繰り返す海賊。広域指名手配S-00999。その男の名はハーロック。

## 主な登場人物
ハーロック
かつてはガイア・サンクションの軍人として地球を守り続けた英雄だったが100年前、突如叛旗を翻す。それ以来呪われた宇宙海賊として宇宙に名を轟かせている。自由を愛する宇宙海賊といったイメージはなく、自分が犯した罪を償うためだけに行動している。また、不死身のため命をかけて行動するといったことはできないなど、最も原作を踏襲したヴィジュアルとは対照的に内面は原作との相違点もそれなりに多い。
これに関して「少年が何か困難に立ち向かう時に少しだけ手を差し伸べてくれる圧倒的な指導者」というイメージは現代には受け入れられないと考え、「世の中に対する異議の申し立て"よりしろ"的な存在であると解釈しました」と福井晴敏が語っている。
ヤマ
ガイア・サンクションの特殊工作員。アルカディア号に乗組員として潜入する。台羽正をモデルとして意識しているが、台羽は政治家からの工作員としての浸透任務を断って乗艦（ただし密航者を匿った）したのに対し、ヤマは任務を持っている。
ミーメ
人類が唯一接触できた異星文明「ニーベルング」の生存者。荒牧監督からの依頼により、美しい宇宙人ではなく、気持ち悪い異系の生物のような見た目（あくまで監督視点で）にされている。吊目状の巨大で瞳のない眼のような器官、目立たない口といった点は原作・アニメとほぼ同じだが（'94秋田文庫版1巻 p.143 のように原作でもごくたまに口が描かれている）、酒が主食で口から摂取する設定はオミットされ、アルカディア号の「ダークマター機関」と関連する設定が付加された。
ヤッタラン
アルカディア号の最古参乗組員。原作・アニメと違い常時にはリーダー格として行動し、戦闘では常に最前線で戦う荒々しい戦士。過去にハーロックに助けられ、行動を共にしている。
ケイ（有紀螢）
アルカディア号の乗組員。ヤマの教育係。きつい美女をイメージして描かれているため、原作・アニメ版のいわゆる「松本美人」から多少シフトしており、活劇場面も多い。過去にハーロックに助けられ行動を共にしている。
トチロー
ハーロックの親友。本作でも故人であり、回想のみの登場。
トリさん
松本零士作品に登場する謎の鳥。ハーロックの肩にしか止まらない。漫画版の長く曲がった首とクチバシの印象もほぼそのまま3Dに再現された。
イソラ
ガイア・サンクション直属の軍事機構「ガイア・フリート」の長官でヤマの兄。数年前の事故により歩くことができず、車椅子生活を送っている。何があろうと地球を守ることを信念としている。
ナミ
ヤマとイソラの幼馴染で、現在はイソラの妻。ヤマが想いを寄せている女性。

## 主な登場メカ
アルカディア号
全長：1072m / 全幅：312m / 全高：355m
武装：三連装次元振動粒子砲（主砲）4基×3列・三連装次元振動粒子砲（副砲）4基・二連装対空ビーム砲24基
主機関：ダークマター機関2基
特技：体当たり
全長1kmを超える、艦首に巨大な髑髏を刻んだ巨大海賊戦艦。元々は惑星連合軍が建造したデスシャドウ級宇宙戦艦の4番艦。滅亡した異星文明「ニーベルング」の技術「ダークマター機関」を主動力としている。自己修復が可能で、航続可能距離は無限。カム・ホーム戦争の終結後にハーロックと共に姿を消していたが、その5年後に現在の姿になって現れた。本作でもトチローの魂を宿しているため自動航行が可能で、ハーロックの意に背くこともあった。
装甲自体はそこまで頑丈というわけではないが、傷ついても瞬時に修復する再生能力を有しているため、弱点とは言い難い。戦術は砲撃からの体当たりと、アンカーを打ち込んでの白兵戦のみとなっているが、性能が圧倒的なためそれだけで事足りている。
艦首の髑髏が衝角の役割を果たしており、艦体の中でも飛びぬけて頑強な部位であるためガイア勢力の艦船を体当たりで沈めることも可能。原作にある艦首内部から飛び出す衝角は登場しない。なお、原作とは違って髑髏に下顎がついているが、それに関する詳細は不明である。
デスシャドウ級宇宙戦艦
詳細不明。カム・ホーム大戦の切り札として実戦投入された。ニーベルング族最後の生き残り４人が各艦に乗艦し、ダークマター機関を制御する。本艦の4番艦がアルカディアの前身であるため、船体の基本的構造などがアルカディアと似ている。
トチローのハンドメイド艦であったという原典での設定はない。
オケアノス
ガイア・フリート最大のタイタン級宇宙戦艦。イソラが座乗するガイア・フリートの旗艦としてガイア・フリート及び惑星連合軍を率いる。その巨体はアルカディア号のそれを上回るほどで一対一で互角の砲撃戦を展開した。ジョービアン・ブラスターの攻撃を受けた後地球に墜落し、花畑を見守る丘の上で擱座した。ガイア勢力艦船全般にいえることだが、本艦はアルカディア号とはデザイン的に対極を成す部分が多い。毒々しく有機的なアルカディア号の曲線主体のデザインではなく全体的に直線的無機質的で、工業ラインでの生産性を思わせるデザインとなっている。
その他のガイア勢力艦船
オケアノスと同型のタイタン級宇宙戦艦の他、ティアード級と呼ばれる箱型の汎用艦が存在。ティアード級には重巡洋艦タイプ、駆逐艦タイプ、パトロール艦等がある。
次元振動弾
元々は次元断層やブラックホールなどの航行の障害となる異常重力源を調整するための道具。カム・ホーム戦争の終結から5年後、総官府の武器保管庫にて厳重管理されていた100基が、ハーロックによって奪い去られた。ハーロックはこれをある目的のため、宇宙全域に設置している。

## キャスト
- キャプテンハーロック：小栗旬
- ヤマ：三浦春馬
- ミーメ：蒼井優
- ヤッタラン：古田新太
- トリさん：福田彩乃
- イソラ：森川智之
- ナミ：坂本真綾
- ケイ：沢城みゆき
- 元老：有本欽隆、土師孝也、島田敏、中博史、石住昭彦
- 艦隊司令：麦人
- 艦長：楠大典
- 副官：曽世海司
- 官領：真殿光昭、上田燿司、浜田賢二
- 少年時代のヤマ：山本和臣
- 老人：小林清志
- 総官：大塚周夫
- その他：乃村健次、川田紳司、大畑伸太郎、四宮豪、安元洋貴、最上嗣生、金本涼輔、中村千絵、奈良徹、大林洋平、山崎健太郎、荒井聡太、竹内栄治

## モーションキャプチャーパフォーマー
- ハーロック：小川輝晃
- ヤマ：加藤慶祐
- イソラ：曽世海司
- ナミ、ミーメ（二役）：松本若菜
- ケイ：川渕かおり
- ヤッタラン：川守田政人
- その他：笠原竜司、山﨑勝之、島津健太郎、タイソン大屋

## スタッフ
- 原作総設定：松本零士
- 脚本：福井晴敏、竹内清人
- 脚色：福井晴敏
- 音楽：高橋哲也
- 監督：荒牧伸志
- 製作：高木勝裕、中山圭史、木下直哉、村松秀信、間宮登良松
- 企画：森下孝三、清水慎治、小口久雄
- エグゼクティブプロデューサー：北﨑広実、深澤恒一
- プロデューサー：池澤良幸、工藤レイ、Joseph Chou
- Concept Marchanical Design：竹内敦志
- Concept Character Design：箕輪豊
- CG Supervisor：竹内謙吾
- Art Director：上野拡覚
- Animation Supervisor：田中剛
- Character Supervisor：高橋恵介
- Motion Capture Technical Supervisor：坂本知万
- Head of Technology：堀口直孝
- Production Manager：宮本佳
- Sets & Props Supervisor：中井翼
- Rigging & Simulation Supervisor：赤木達也
- FX Supervisor：里吉大介
- Sequence Supervisor：生田芳仁
- Motion Picture Technical Supervisor：坂本知万
- Storyboard：荒牧伸志、竹内敦志、岡村天斎、地岡公俊
- Production Supervisor：野口光一
- Assistant Director：矢野アルミ
- Concept Art：上野拡覚、塚本陽子、富安健一郎
- Maquette Modeling：鴻巣智、皆川恵美里
- Production Design：臼井伸二、須江信人、荒牧伸志、松田大介、草野裕朗、松本秀幸
- Conceptual Consultant / Sci-Fi Concept Design：小倉信也
- Production Manager：林伸彦
- English Dialogue Polished：アイリス・ヤマシタ
- Productions：マーザ・アニメーションプラネット
- Additional Productions：AZworks
- Motion Capture : Mozoo
- 2D-3D Conversion／デジタルシネマラボ：キュー・テック
- Additional 3D Productions：DIGITAL Hearts Visual
- アニメーション制作：東映アニメーション
- 宣伝協力：KICCORIT
- 配給：東映
- 製作：キャプテンハーロック製作委員会（東映アニメーション、サミー、木下グループ、東映、東映ビデオ）

## 主題歌・挿入歌
- 主題歌：ONE OK ROCK「Be the light」（A-Sketch）
- 挿入歌：加藤登紀子「愛はあなたの胸に L'amour dans ton coeur」（ユニバーサルミュージック）

## Blu-ray / DVD
2014年2月21日発売。
セル：発売・販売元 ポニーキャニオン
レンタル：発売元東映ビデオ、 販売元東映
- キャプテンハーロック -SPACE PIRATE CAPTAIN HARLOCK- 通常版（1枚組、Blu-rayとDVDでリリース）
  - 本編：2D版本編を収録
  - 映像特典
    - 予告集

  - 音声特典
    - オーディオコメンタリー（監督・Storyboard・Production Design：荒牧伸志×脚色・脚本：福井晴敏）

  - 初回限定特典
    - スペシャル・スリーブケース
- キャプテンハーロック -SPACE PIRATE CAPTAIN HARLOCK- 完全初回限定生産 特別装飾版（Blu-ray3枚組）
  - ディスク1：本編Blu-ray 3D
    - 本編：3D版本編を収録

  - 映像特典
    - 3D版予告編

  - ディスク2：本編Blu-ray（2D・通常版と同様）
  - ディスク3：特典Blu-ray
    - Making Of SPACE PIRATE CAPTAIN HARLOCK
    - イベント集（ヴェネツィア国際映画祭 / ジャパンプレミア / 初日舞台挨拶）
    - キャプテンハーロック特番
    - アルカディア号透視図―徹底解剖!
    - キャラクターガイド
    - キャストプロフィール
    - スタッフプロフィール

  - 封入特典
    - 絵コンテブック
    - MEMORIAL BOOK OF SPACE PIRATE CAPTAIN HARLOCK
    - キャラクターポストカードセット（8枚組）
    - 非売品プレス特別縮小版

  - アルティメットアウターケース付きデジパック仕様